# Один (Доктор Хаус)
«Один» (англ. Alone)  — перша серія четвертого сезону американського телесеріалу «Доктор Хаус». Прем'єра епізоду проходила на каналі FOX 25 вересня 2007. Доктор Хаус має врятувати молоду жінку, яка була вірною своєму хлопцю і водночас брехала про все.

## Сюжет
У результаті обвалу будівлі 26-річна Меган опиняється в лікарні. Проте лікарі помічають, що у неї температура і це ніяк не пов'язано з обвалом. Кадді передає справу Хаусу. Через те, що тепер у нього не має команди, в помічники він бере собі прибиральника. Найвірогідніші варіанти — паразити або грибок. Тому Хаус навідується до будинку пацієнтки і знаходить там її щоденник. По ньому він розуміє, що Меган в депресії, хоча її хлопець Бен заперечує це. В швидкій дівчині дали ліки, які у поєднанні з антидепресантами могли викликати високу температуру. Пацієнтку починають лікувати і згодом вона приходить до тями. Вона підтверджує, що ходила до психіатра і приймала антидепресанти. Проте невдовзі у неї починається тахікардія і вона знову непритомніє.
Хаус думає, що у неї в'ялий міокард і робить ехокардіограму. Серце виявляється в нормі, але до Меган повертається жар. Хаус вважає, що у дівчини біла гарячка. Її мама дозволяє провести очищення організму. Через деякий час Кадді розуміє, що пацієнтка беззвучно кричить від болю, що вказує на панкреатит. Хаус хоче почати лікування, проте Кадді не вірить в те, що хлопець не помітив депресію і запій. Під час томографії у Меган починається внутрішня кровотеча. Також на операції Хаус помічає, що матка пацієнтки збільшена. Після огляду він впевнюється, що вона робила аборт. Це означає, що її хлопець хотів дітей, а вона — ні. Значить вона приймала протизаплідні таблетки, що разом з ліками спричинили кровотечу. Хаус призначає лікування, проте у Меган починають відмовляти нирки і трапляється зупинка дихання.
Хаус розуміє, що у дівчини одразу дві хвороби: краш синдром і респіраторний дистрес синдром, а це призведе до смерті. Під час призначення діалізу, Хаус помічає, що у неї на руці здуття. Біопсія показала новоутворення по всьому тілу, а це вказує на алергію. Проте Меган немає алергії і Хаус знову повертається на початок. Невдовзі він розуміє, що Меган — це не Меган. В будівлі, яка обвалилась, працювала Ліз, яка була дуже схожа на Меган. Після витягнення поранених з-під обвалу родині Меган передали Ліз, а хлопцю Ліз — Меган. Декілька днів тому "Ліз" померла, а значить, що Бен і мати дівчини доглядали не Меган.
Кадді переконує Хауса взяти нову команду і він вирішує набрати більше сорока лікарів, щоб потім залишити трьох найкмітливіших, найхитріших і найунікальніших у своїй новій команді.

## Цікавинки
- Вілсон викрадає гітару Хауса і той намагається її повернути.